# Luke Schulz
Luke Schulz (* 11. Juni 1984) ist ein US-amerikanischer Skeletonsportler.
Luke Schulz begann 2007 mit dem Sport und gehört seit dem Jahr auch dem Nationalkader der USA an. Er lebt in Davenport und wird von Jason Hartman (Ausdauer) und Erin Hamlin (Bahn) trainiert. Nach Trainings- und Qualifikationsrennen im Jahr 2007 bestritt er mit den US-Meisterschaften 2008 sein erstes Rennen in der Leistungsklasse und verpasste als Viertplatzierter knapp sofort eine erste Medaille. Danach gab er in Park City sein Debüt im Skeleton-America’s-Cup und wurde 12. in seinem ersten Rennen. Noch im selben Monat konnte er in Calgary Neunter werden und damit erstmals ein Top-Ten-Ergebnis erreichen. 2008/09 startete er sowohl im America’s-Cup wie auch im Europacup. In Lake Placid wurde er im vorletzten Rennen hinter Chris Burgess Zweiter und gewann das letzte Rennen vor diesem. Hinter Grégory Saint-Géniès wurde er Zweiter der Gesamtwertung. Im Europacup war ein achter Platz in seinem ersten Rennen in Winterberg bestes Resultat. Sein bestes Resultat in der Saison 2009/10 war ein zweiter Platz hinter Matthew Antoine, wie schon im Jahr zuvor im letzten Saisonrennen des America’s-Cup in Lake Placid.